# ЛОРТА
Львівський державний завод «Львівське об'єднання радіотехнічної апаратури» — львівський завод радіотехнічної апаратури, апаратури зв'язку спеціального призначення. Підприємство входить до складу українського оборонного промислового комплексу.

## Історія
Заснований 1944 року. У період розквіту підприємства на ньому працювало до 17 тисяч робітників. Входить до складу українського оборонного промислового комплексу..
Підприємство було відоме як завод ім. Леніна чи Львівське ВО (виробниче об'єднання) ім. Леніна. Завод виготовляє, зокрема: пральні машини типу «Малютка», мікрохвильові печі, стереопідсилювачі, телефонні апарати., лічильники води, малогабаритні телевізори шостого покоління, а також радіолокаційні станції та апаратуру керування для танків і БТР.
На початок 2000-х років на заводі працювало 1700 осіб, нині[коли?] — лише 700 осіб. За вагомий внесок у забезпечення розвитку оборонно-промислового комплексу трудовий колектив державного підприємства «Львівський державний завод «ЛОРТА» 2004 року було нагороджено Почесною грамотою Кабінету Міністрів України.
До 2016 року підприємство багато років очолював Володимир Михайлович Чаус. В період з 25 березня 2016 по 17 травня 2017 року посаду директора заводу обіймав Погребняк Олег Леонтійович, але був звільнений із займаної посади через гучний скандал. Олега Погребняка оголосили в розшук 17 травня через підозру в сутенерстві. За інформацією ЗМІ, на наступний день після оголошення у розшук Олега Погребняка звільнили з посади директора заводу ЛОРТА, а виконувачем обов'язків керівника заводу призначили Дмитра Жука. 
За значний особистий внесок у державне будівництво, соціально-економічний, науково-технічний, культурно-освітній розвиток України, вагомі трудові здобутки та високий професіоналізм та з нагоди відзначення 25-ї річниці незалежності України, указом Президента України 22 серпня 2016 року оператора верстатів державного підприємства «Львівський державний завод «ЛОРТА» Труша І. Т. було нагороджено орденом «За заслуги» ІІІ ступеня.
Поруч із заводом розташовуються стадіон «Сокіл», колись власність ВО «ЛОРТА», а нині перебуває в оренді ФК «Львів».. У власності заводу колись був й великий Будинок культури «ЛОРТА», що тривалий час відігравав одну з ключових ролей у сфері культурного життя міста Львова. До 2006 року в приміщенні палацу проводили репетиції численні гуртки та студії, проводилися вечори пам’яті, конкурси, концерти, виставки, в тому числі міжнародні. Нині будівля потребує капітального ремонту, а також планується передача Будинку культури «ЛОРТА» у комунальну власність міста Львова. Також у власності підприємства були три дошкільних навчальних заклади — ДНЗ № 161, 83, 139, які за рішенням виконкому Залізничної районної ради народних депутатів м. Львова № 323 від 15 грудня 1992 року були передані на баланс Залізничного райвно. Для працівників заводу у 1970-1980-х роках у різних районах Львова були споруджені гуртожитки. Нині всі передані в комунальну власність міста, зокрема, на вулицях Каховській, 33, 35, Петра Полтави, 36 та Івана Пулюя, 32.

## Діяльність
У 1987 році на ВО ім. В. І. Леніна за фінансування в рамках спеціальної теми ОКБ розпочався серійний випуск ПК-01 «Львів», розроблений в ОКБ Львівського політехнічного інституту наприкінці 1970-х років. Загальний випуск ПК-01 «Львів» склав, за
різними оцінками, від 80 000 до 90 000 штук.
Нині[коли?] основними напрямками діяльності підприємства є виробництво апаратури спеціального призначення, а саме:
- бортової апаратури (радіотелеметричних систем передачі на наземну станцію інформації про місцезнаходження літаючого об’єкту, апаратури керування, розміщеної на космічних апаратах, радіоприймачів надвисокочастотного діапазону, апаратури формування команд управління для вертольотів);
- радіолокаційних станцій («Кама-ИК»);
- наземної апаратури (апаратури формування команд управління для танків і бронетранспортерів, цифрових обчислювальних систем і апаратури контролю зенітно-ракетних комплексів);
- ремонтних станцій, призначених для забезпечення робіт по технічному обслуговуванню та ремонту цифрових обчислювальних систем зенітно-ракетних комплексів (12Ю6, 13Ю6);
- радіовимірювальної апаратури (осцилографів універсальних С1-83, С1-99, С1-101, С1-104, 1101, 1204 зі смугою пропускання від 5 до 500 МГц).

Колективом заводу розроблено та освоєно виробництво продукції цивільного призначення, а саме:
- малогабаритних телевізорів шостого покоління (ЛОРТА 16ТК-605Д);
- комплектів супутникового телебачення, тюнерів супутникового телебачення;
- мікрохвильових печей;
- телефонних апаратів;
- акустичних систем;
- газових лічильників;
- лічильників холодної і гарячої води (EV-3, EV-5).

У травні 2016 року на виставці новинок оборонно-промислового комплексу України у Львові були представлені окремі екземпляри військової зброї, що проходять випробування на полігонах, а також й серійні зразки, які зазнали суттєвого доопрацювання та технічних покращень. Серед них була нова розробка Львівського державного заводу «ЛОРТА» — 30-мм автоматична гармата ЛВГ-30, яка є повним аналогом радянської автоматичної гармати 2А42. Гармата ЛВГ-30 вже успішно пройшла державні випробування.
У 2017 році на підприємстві планувалося розпочати виробництво автоматизованого звукометричного комплексу артилерійської розвідки «Положення-2», розробленого одеським конструкторським бюро «Блискавка» у 1995-2012 роках.[джерело?] Ці системи ще називають «електронними вухами» артилерії. Також розпочато серійне виробництво комплексу автоматизованого управління артилерійськими батареєю та дивізіоном «Оболонь-А». 24 серпня 2018 року, під час урочистих заходів з нагоди Дня Незалежності України, комплекси «Положення-2» та «Оболонь-А» були представлені широкому загалу.